# Mats Wieffer
Mats Wieffer (* 16. listopadu 1999) je nizozemský profesionální fotbalista, který hraje na pozici defenzivního záložníka za klub Feyenoord a nizozemský národní tým.

## Klubová kariéra
Wieffer se narodil v Borne a ve věku 5 let začal hrát mládežnický fotbal za klub RKSV NEO, než se v 10 letech připojil k akademii FC Twente. V sezóně 2017/18 odehrál jeden zápas v Derde Divisie za Jong FC Twente, než 30. října 2018 debutoval za Twente při výhře 4:2 v KNVB Cupu nad VV Noordwijk. V lize debutoval při výhře 2:0 nad TOP Oss v březnu 2019.
V červnu 2020 se Wieffer připojil zadarmo k Excelsioru a podepsal s klubem tříletou smlouvu.
V červnu 2022 Wieffer přestoupil do Feyenoordu a podepsal v klubu čtyřletou smlouvu. Dne 13. ledna 2023 vstřelil svůj první gól za klub a zároveň si připsal asistenci při pohárové výhře 3:1 nad PEC Zwolle. Dne 13. dubna 2023 vstřelil Wieffer svůj první gól v evropské klubové soutěži, když vstřelil jediný gól při výhře 1:0 nad AS Řím ve čtvrtfinále Evropské ligy UEFA.

## Reprezentační kariéra
Dne 17. března 2023 obdržel Wieffer první povolání do nizozemského seniorského národního týmu pro kvalifikační zápasy na Mistrovství Evropy ve fotbale 2024 proti Francii a Gibraltaru. Debutoval 27. března v základní sestavě při výhře 3:0 nad Gibraltarem.
Dne 21. listopadu 2023 vstřelil Wieffer svůj první seniorský reprezentační gól při výhře 6:0 nad Gibraltarem.

## Statistiky

### Klubové
Platí k zápasu hranému 3. března 2024.
| Klub              | Sezóna            | Liga              | Liga   | Liga | Národní pohár | Národní pohár | Kontinentální | Kontinentální | Ostatní | Ostatní | Celkově | Celkově |
| Klub              | Sezóna            | Soutěž            | Zápasy | Góly | Zápasy        | Góly          | Zápasy        | Góly          | Zápasy  | Góly    | Zápasy  | Góly    |
| ----------------- | ----------------- | ----------------- | ------ | ---- | ------------- | ------------- | ------------- | ------------- | ------- | ------- | ------- | ------- |
| FC Twente         | 2018/19           | Eerste Divisie    | 1      | 0    | 1             | 0             | —             | —             | —       | —       | 2       | 0       |
| Excelsior         | 2020/21           | Eerste Divisie    | 31     | 1    | 4             | 0             | —             | —             | —       | —       | 35      | 1       |
| Excelsior         | 2021/22           | Eerste Divisie    | 34     | 4    | 2             | 0             | —             | —             | 6       | 1       | 42      | 5       |
| Excelsior         | Celkově           | Celkově           | 65     | 5    | 6             | 0             | 0             | 0             | 6       | 1       | 77      | 6       |
| Feyenoord         | 2022/23           | Eredivisie        | 25     | 1    | 4             | 1             | 8             | 1             | —       | —       | 37      | 3       |
| Feyenoord         | 2023/24           | Eredivisie        | 23     | 4    | 4             | 0             | 8             | 1             | 1       | 0       | 36      | 5       |
| Feyenoord         | Celkově           | Celkově           | 48     | 5    | 8             | 1             | 16            | 2             | 1       | 0       | 73      | 8       |
| Celkově v kariéře | Celkově v kariéře | Celkově v kariéře | 114    | 10   | 15            | 1             | 16            | 2             | 7       | 1       | 152     | 14      |

### Reprezentační
Platí k zápasu hranému 21. listopadu 2023.
| Národní tým | Rok     | Zápasy | Góly |
| ----------- | ------- | ------ | ---- |
| Nizozemsko  | 2023    | 7      | 1    |
| Celkově     | Celkově | 7      | 1    |

#### Reprezentační góly
Skóre a výsledky Nizozemska jsou vždy zapsány jako první. Góly Matse Wieffera jsou zvýrazněny.
| Gól | Datum              | Místo                                    | Soupeř    | Skóre | Výsledek | Soutěž                                            |
| --- | ------------------ | ---------------------------------------- | --------- | ----- | -------- | ------------------------------------------------- |
| 1.  | 21. listopadu 2023 | Estádio Algarve, Faro/Loulé, Portugalsko | Gibraltar | 2:0   | 6:0      | Kvalifikace na Mistrovství Evropy ve fotbale 2024 |

## Úspěchy
Feyenoord
- Eredivisie: 2022/23

Individual
- Tým měsíce Eredivisie: srpen 2023